# Brytyjskie Stowarzyszenie Medyczne
Brytyjskie Stowarzyszenie Medyczne (ang. British Medical Association, BMA) – związek zawodowy i organizacja zawodowa lekarzy działająca na terenie Wielkiej Brytanii. W lipcu 2024 BMA liczyło 195 000 członków.

## Charakterystyka
Nie reguluje ani nie certyfikuje lekarzy, odpowiedzialność ta spoczywa na General Medical Council. BMA ma szereg komitetów przedstawicielskich i naukowych i jest uznawane przez pracodawców National Health Service (NHS) razem ze Stowarzyszeniem Konsultantów i Specjalistów Szpitalnych (ang. Hospital Consultants and Specialists Association, HCSA) jako jeden z dwóch krajowych negocjatorów układów zbiorowych pracy dla lekarzy.
Deklarowanym celem BMA jest „promowanie medycyny i nauk pokrewnych oraz dbanie o honor i interesy zawodu medycznego”.

### Czasopismo
Od 1840 BMA wydaje czasopismo „The BMJ” (do 1988 pod nazwą „British Medical Journal”). Jest to naukowe czasopismo medyczne wydawane przez BMJ Group będące własnością BMA. Redaktorem naczelnym czasopisma od 2022 jest Kamran Abbasi.